# 河南郡
河南郡（かなんぐん）は、漢代から隋代にかけて現在の河南省に設置された郡。
韓の宣恵王のとき、河南に三川郡が置かれた。領域内に黄河・洛水・伊水の三川があることからその名を取られた。
紀元前249年（秦の荘襄王元年）、秦が韓を攻め、韓が成皋・鞏の地を献ずると、秦もまた三川郡を置いた。
紀元前205年（漢の高帝2年）、三川郡は河南郡と改称された。前漢末には、雒陽・滎陽・偃師・京・平陰・中牟・平・陽武・河南・緱氏・巻・原武・鞏・穀城・故市・密・新成・開封・成皋・苑陵・梁・新鄭の22県を管轄した。『漢書』によれば戸数27万6444人、人口174万279人があった。
後漢が建てられると、都が雒陽に定められたため、39年（建武15年）に河南郡は河南尹と改められた。河南尹は雒陽・河南・梁・滎陽・巻・原武・陽武・中牟・開封・苑陵・平陰・穀城・緱氏・鞏・成皋・京・密・新城・偃師・新鄭・平の21県を管轄した。
三国時代の魏のとき、雒陽は洛陽と改められ、河南尹は洛陽・鞏・河陰・成皋・緱氏・新城・偃師・梁・新鄭・穀城・陸渾・陽城・陽翟・滎陽・京・密・巻・陽武・苑陵・中牟・開封・原武の22県を管轄した。242年（正始3年）に、滎陽・京・密・巻・陽武・苑陵・中牟・開封の8県が分離されて滎陽郡が立てられたが、魏末に河南尹の管轄にもどされた。264年（咸熙元年）に原武県が分離されて原武郡が立てられた。
西晋以後、河南尹は河南郡の称に戻された。266年（泰始2年）に滎陽郡が再び分離された。南朝宋のころには、河南・新城・河陰・棘陽・襄郷の5県を領するのみとなった。北魏は太武帝のときに河南郡の上に司州が置かれた。東魏のとき、司州は洛州と改称され、洛州の下に洛陽郡・河陰郡・新安郡・中川郡・河南郡・陽城郡が置かれたため、河南郡は宜遷県を管轄するのみとなった。
583年（開皇3年）、隋が郡制を廃すると、河南郡はひとたび廃止された。605年（大業元年）、洛州は豫州に改称された。607年（大業3年）、州が廃止されて郡が置かれると、豫州は河南郡と改称された。河南郡は河南・洛陽・閿郷・桃林・陝・熊耳・澠池・新安・偃師・鞏・宜陽・寿安・陸渾・伊闕・興泰・緱氏・嵩陽・陽城の18県を管轄した。
618年（武徳元年）、唐は郡を廃止して州に改めた。621年（武徳4年）、唐が王世充を破ると、河南郡は唐の支配下に入り、河南郡の呼称は姿を消した。洛州が河南・洛陽・偃師・鞏・陽城・緱氏・嵩陽・陸渾・伊闕の9県を管轄することとなった。